# Étang du Coupe-Gorge
L’étang du Coupe-Gorge est situé sur la commune de Rambouillet dans le département des Yvelines. Il fait partie de la Forêt domaniale de Rambouillet.  Il est géré par l'Office National des Forêts.

## Géographie

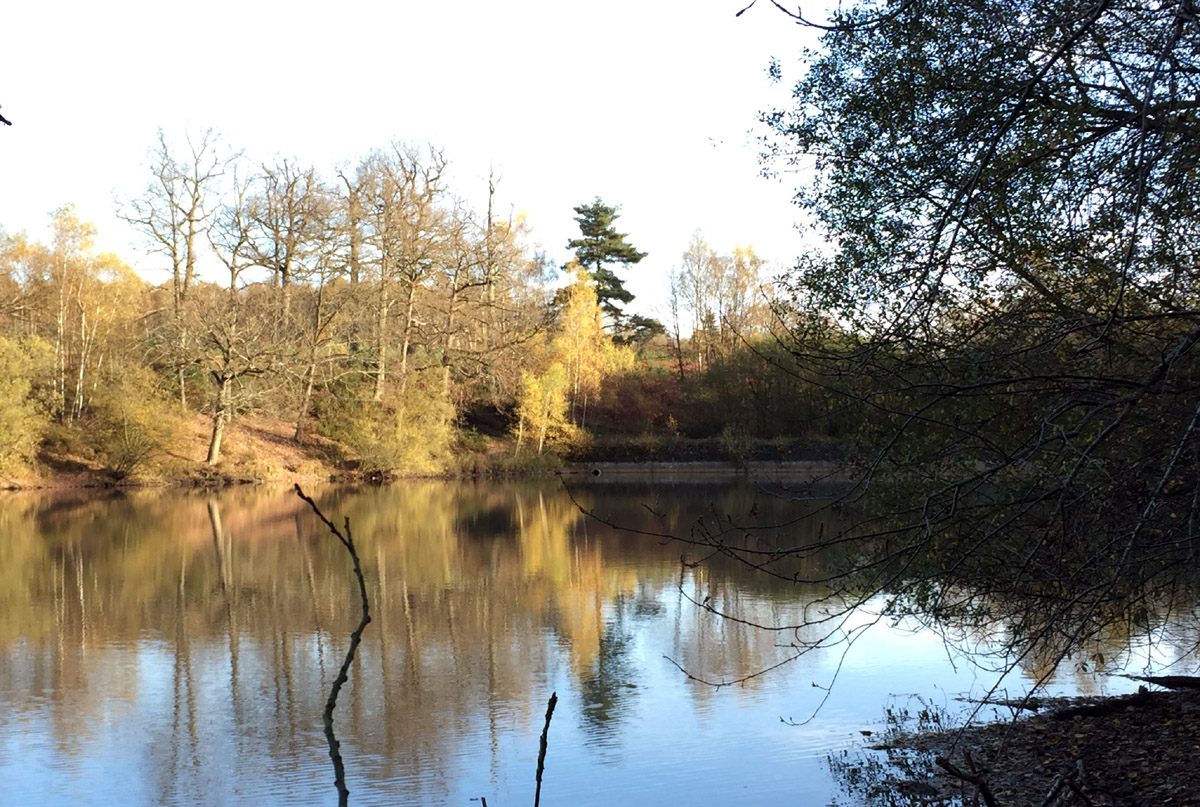
Étang du Coupe-Gorge au sud
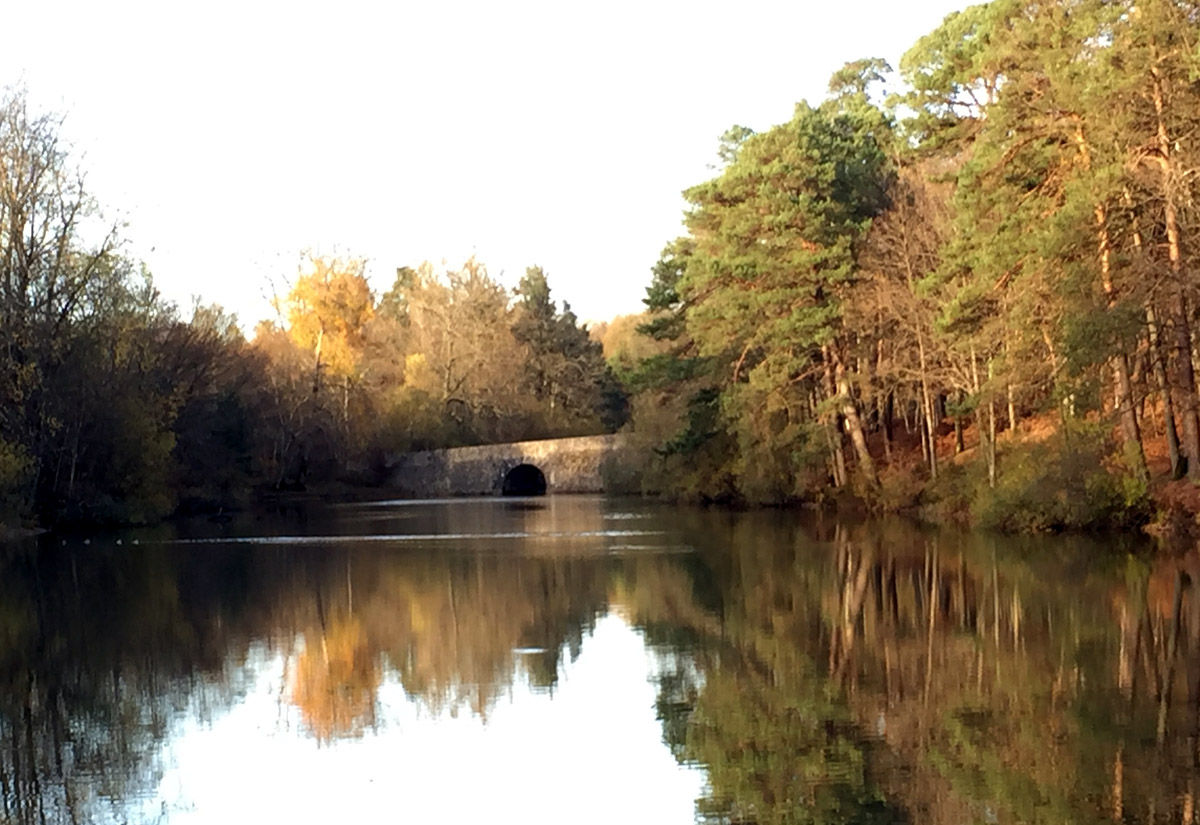
Étang du Coupe-Gorge au nord
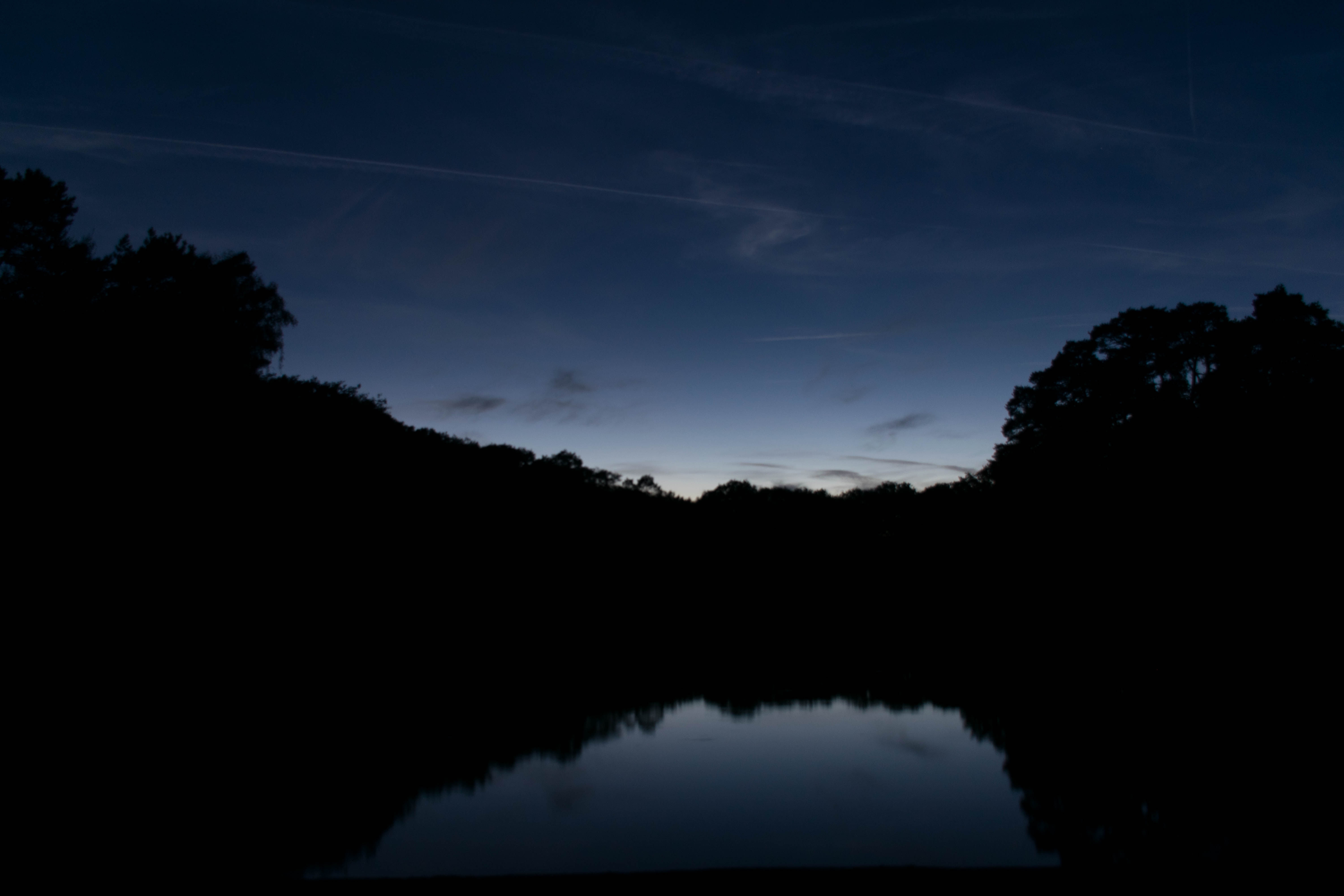
L'étang après le coucher du soleil, depuis l'est.
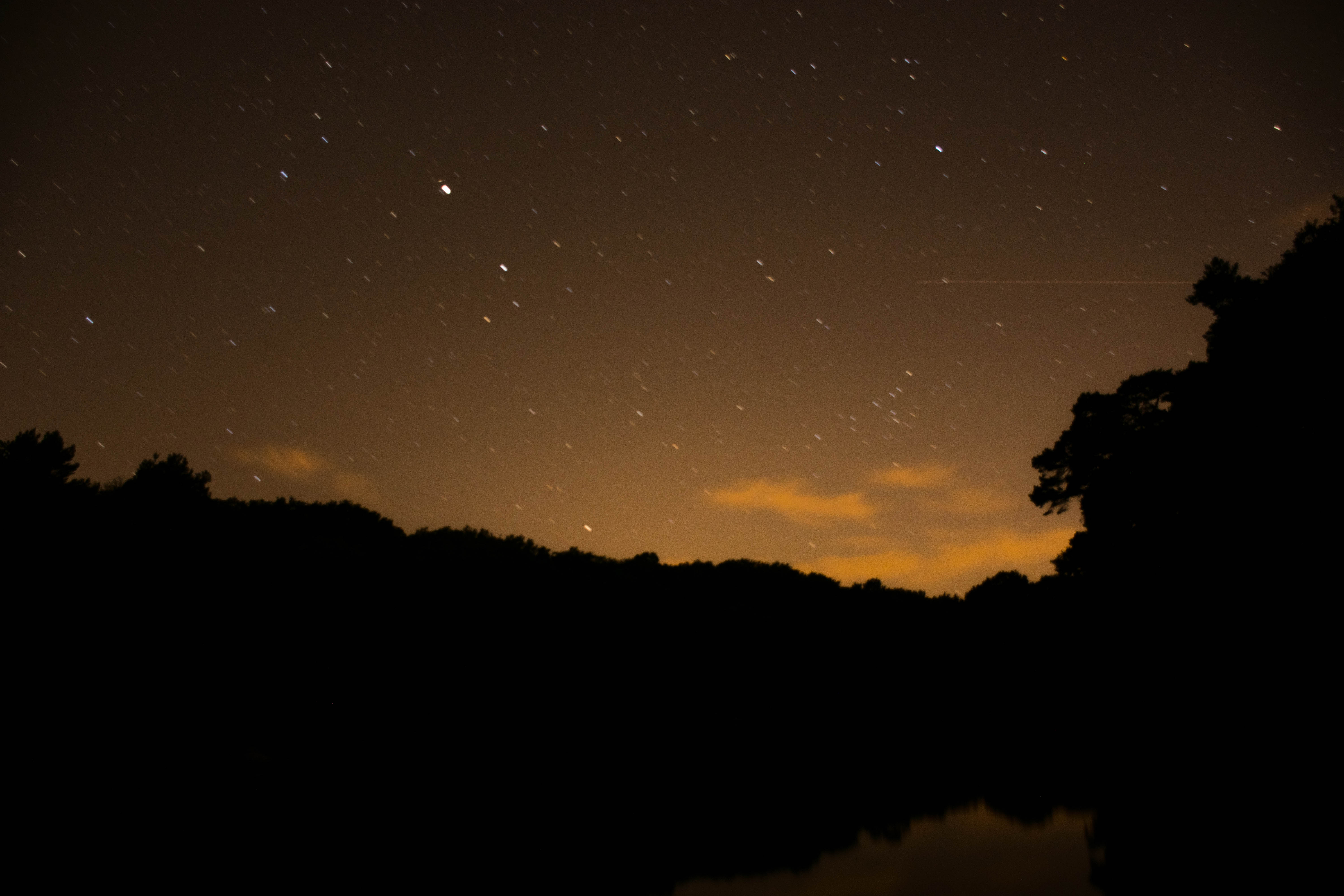
L'étang de nuit, depuis l'est.

Situé à 165 mètres d’altitude, l’étang couvre une surface de 2,5 hectares. En aval, au niveau de la digue sud-est, il est relié par un ru de 1,2 km à l’étang du Gruyer lui-même relié au ru du Moulinet qui se jette dans les bassins du château de Rambouillet. En amont, au nord, il est relié à la rigole des Plauviettes.  Une digue enjambe l’étang dans sa partie nord. L’étang est accessible en voiture et offre deux parkings.

## Environnement
L’étang du Coupe-Gorge fait partie de la zone Natura 2000 « massif de Rambouillet et zones humides proches » au titre de la Directive oiseaux. L’activité piscicole est gérée par l’AAPPMA Les Pêcheurs Rambolitains. Malgré ces dispositions l'étang du Coupe-Gorge est asséché depuis novembre 2018, les hérons et les pêcheurs ont déserté le site.